# Beninsko-nigerská státní hranice

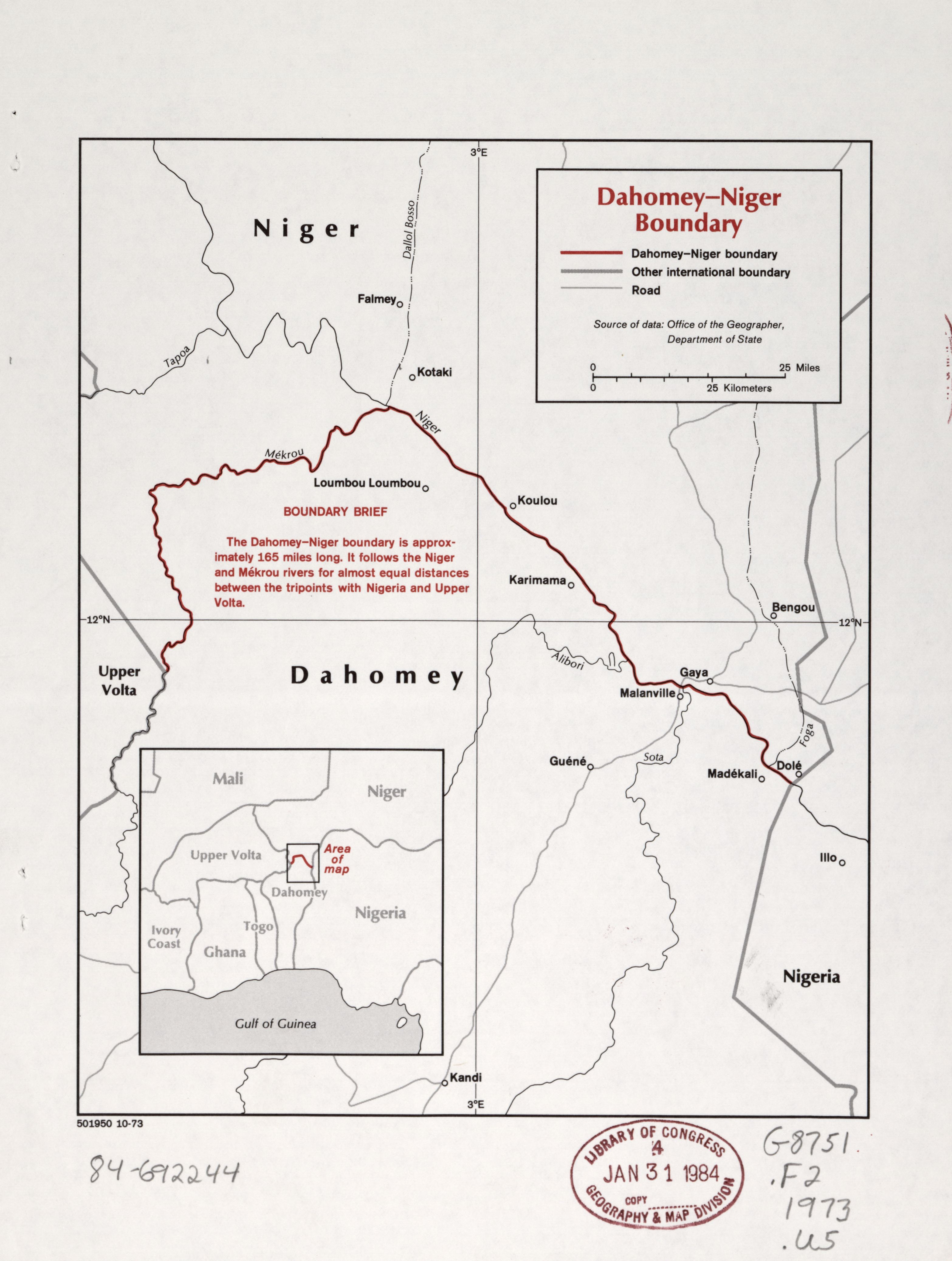
Mapa státní hranice mezi Beninem (Dahomey) a Nigerem z roku 1973

Státní hranice mezi Beninem a Nigerem je dlouhá 277 km a táhne se od místa trojmezí těchto dvou států s Burkinou Fasou na západě po trojmezí Beninu, Nigeru a Nigérie na východě.

## Popis
Státní hranice mezi Beninem a Nigerem začíná v trojmezí s Burkinou Fasou na řece Mékrou. Následně tuto řeku sleduje severovýchodním směrem až k řece Niger. Poté hranice běží po této řece až k trojmezí s Nigérií. Celá oblast státní hranice podél řeky Mékrou leží v Národním parku W, jež se rozkládá na území Beninu, Nigeru a Burkiny Faso. Žije zde mnoho druhů velkých savců, například hroch obojživelný či sloni. Nigerijský břeh řeky Niger zaujímá Rezervace Dosso, ve které žije poslední populace poddruhu žirafy Giraffa camelopardalis peralta.

## Historie

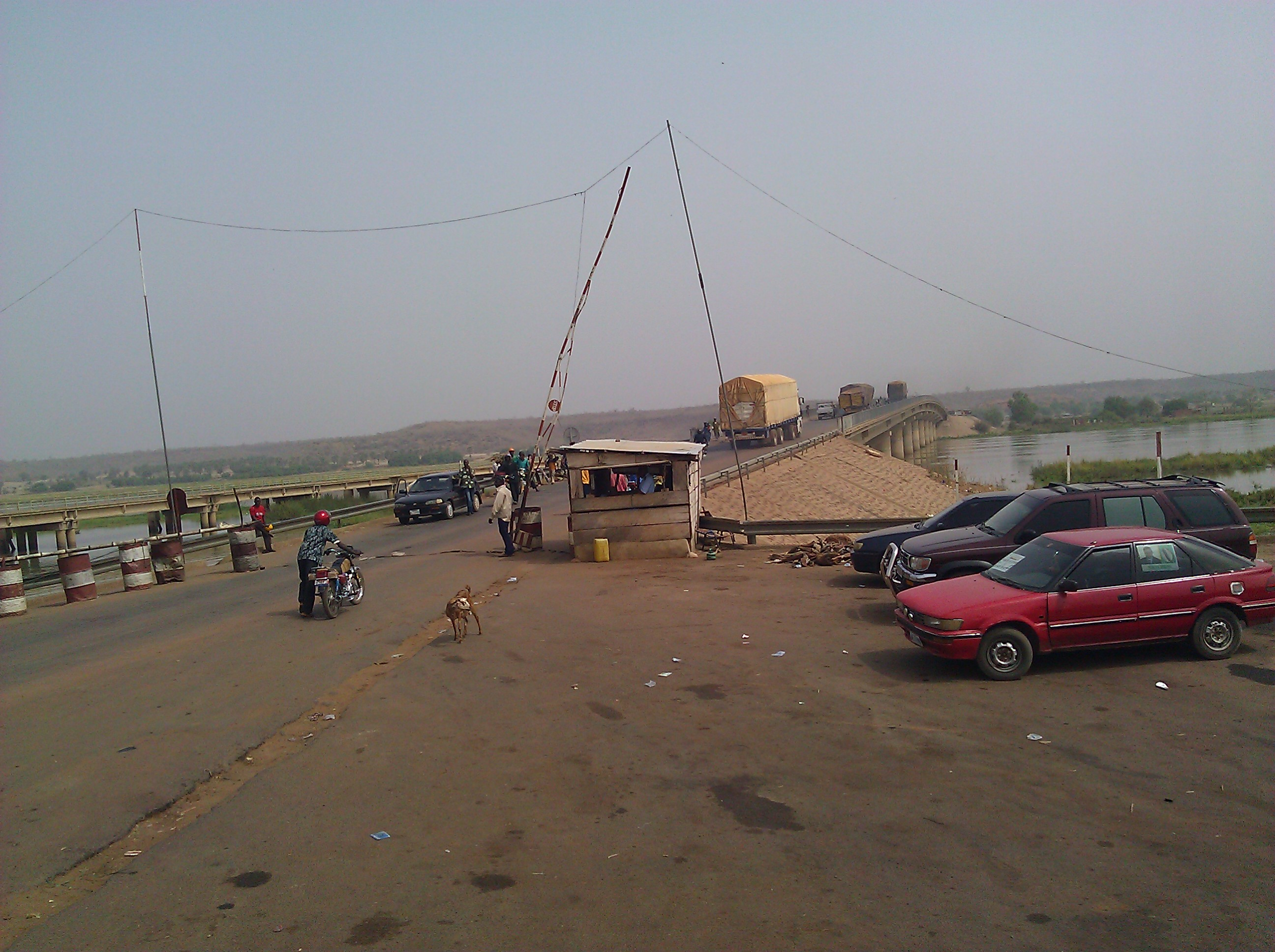
Hraniční přechod Malanville-Gaya

V 80. letech 19. století došlo k intenzivnímu boji mezi evropskými mocnostmi o území v Africe. Tyto události jsou známé jako dělení Afriky či závod o Afriku. Tento závod vyvrcholil Berlínskou konferenci v roce 1884, na níž se dotčené evropské státy dohodly na svých územních požadavcích a závazcích do budoucna. Na základě těchto dohod získala Francie kontrolu nad horním údolím řeky Niger (přibližně odpovídající území států Mali a Niger). Od roku 1893 začala Francie okupovat oblast moderního Beninu, kterou později pojmenovala Dahomey. Oblast zahrnující území moderního Nigeru byla Francouzi obsazena v roce 1900. Obě území přešla pod kontrolu Francouzské Západní Afriky. Francouzské zákony ze dne 27. října 1938 potvrdily hranici mezi Dahomey a Nigerem tvořenou řekami Niger a Mékrou.
S rostoucími tendencemi k dekolonizaci po druhé světové válce udílela Francie postupně svým africkým koloniím více politických práv. To vyvrcholilo v roce 1958 udělením široké vnitřní autonomie každé kolonii v rámci Francouzského společenství. V srpnu 1960 získal Niger i Dahomey (později v roce 1975 přejmenované na Benin) plnou nezávislost a jejich vzájemná hranice se stala státní hranici mezi dvěma suverénními státy.
Od zisku nezávislosti došlo k řadě sporů ohledně přesného rozdělení 24 říčních ostrovů, zejména ostrova Lété, z nichž žádný nebyl zahrnut do dohody o hranici z koloniální éry. V roce 2001 oba státy předaly případ Mezinárodnímu soudnímu dvoru. Ten v roce 2005 rozhodl, že 16 ostrovů připadne Nigeru a devět ostrovů Beninu.

## Hraniční přechody
Hlavní hraniční přechod se nachází v Malanville na beninské straně a v Gaya na nigerské straně. Státní hranice je pak otevřená v Národním parku W.